# Tara Strong
Pour les articles homonymes, voir Strong.
Tara Strong, née Tara Charendoff le 12 février 1973 à Toronto, en Ontario, est une actrice et chanteuse canado-américaine.
Elle est surtout connue pour avoir prêté sa voix à plus de 600 personnages dans de nombreuses séries d'animation, comme Carly dans Maxie (1987), Batgirl dans Batman (1997-1998) et Les Filles de Gotham (2000-2002), Bulle des Supers Nanas (1998-2005), Timmy Turner et Poof dans Mes parrains sont magiques (2001-2017), Raven de Teen Titans (2003-2006) et Teen Titans Go! (2013-), Ben Tennyson jeune dans la franchise Ben 10 (2005-2021), Twilight Sparkle dans My Little Pony (2010-2020), Sophie dans Inspecteur Gadget (2015-2018) et Prunille Baudelaire dans Les Désastreuses Aventures des orphelins Baudelaire (2017-2018).
Strong est nommée quatre fois aux Annie Award,,, et une fois aux Daytime Emmy. En 2004, elle remporte l'Interactive Achievement Award pour son rôle de Rikku dans Final Fantasy X-2,.
Avec plus de 600 projets dans lesquels elle a prêté sa voix, elle est considérée comme une légende dans le domaine de la création de voix.

## Biographie

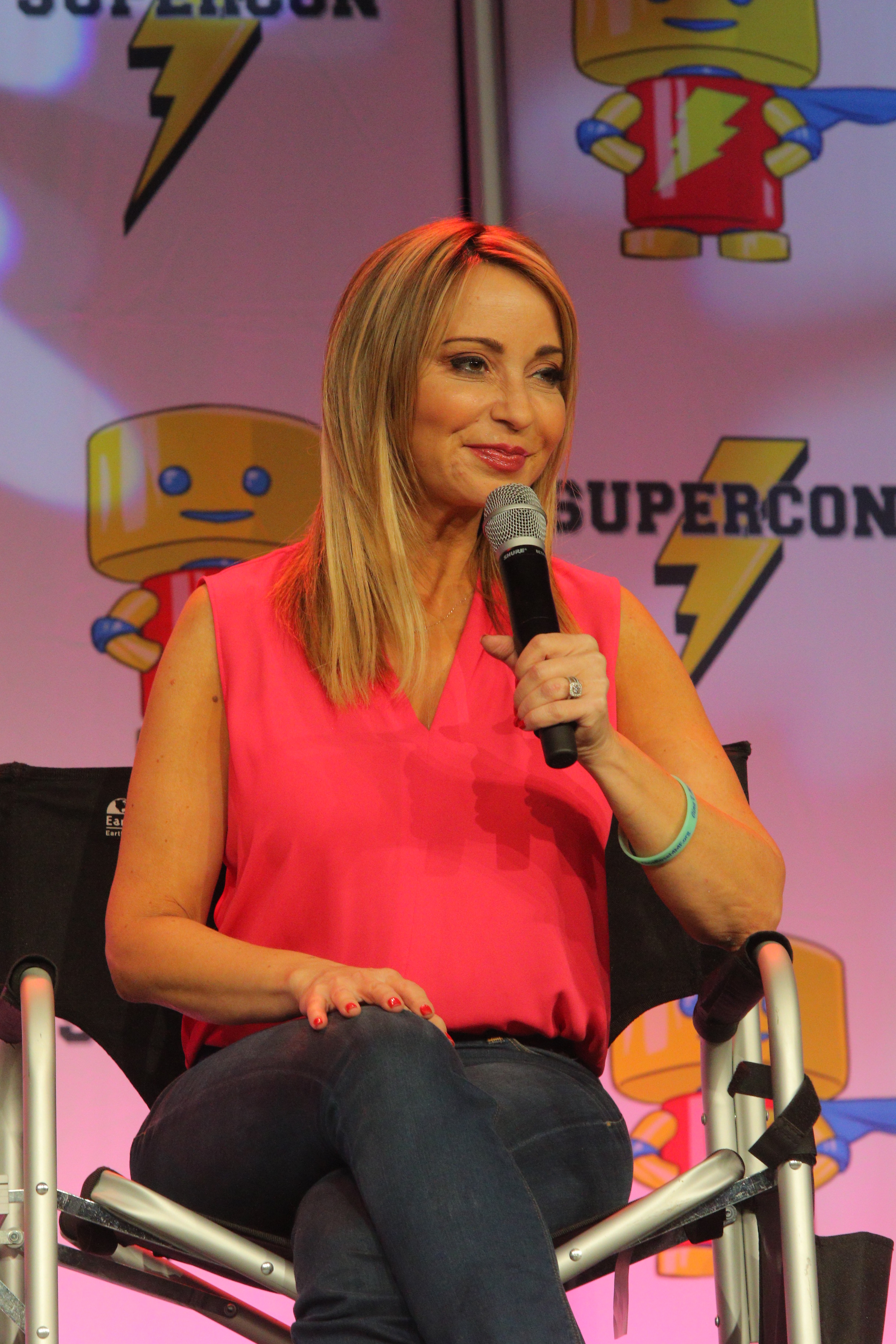
Tara Strong en 2018 au Florida Supercon.

Tara Lyn Charendoff est née le 12 février 1973 de parents canadiens et d'origine russes nommés Lucy (1936–2004) et Syd Charendoff, et a grandi à Toronto, en Ontario. Sa carrière d'actrice débute à un âge très précoce, à quatre ans, lorsqu'elle se porte volontaire pour être soliste pour un projet scolaire. Par la suite, elle débute dans le théâtre yiddish ; bien qu'elle ne connaissait aucun mot en yiddish, elle a dû mémoriser son texte phonétiquement. À cette période, elle prend des cours au Toronto Jewish Theater (TJA), où elle participe à A Night of Stars, et participe également à une musique intitulée Lay Down Your Arms avec le Habonim Youth Choir, où elle y chante les paroles en anglais et en hébreu, qu'elle répète encore le 10 février 2005 au Hilton pendant un repas pour la Marche des Vivants en l'honneur du gouverneur californien, Arnold Schwarzenegger. À treize ans, Strong intègre une école d'arts, dans laquelle elle incarne son tout premier rôle : celui de Gracie dans la production théâtrale de The Music Man. La même année, elle apparaît brièvement aux côtés de Mr. T dans la série Mister T..
Strong a également prêtée sa voix à une multitude de personnages appartenant à des séries d'animation nord-américaines, dont le rôle principal de Timmy Turner, et Poof, dans Mes parrains sont magiques ; Dil Pickles des Razmoket ; Ben Tennyson de Ben 10 ; Terrence dans Foster, la maison des amis imaginaires et la voix chantante de Meg Griffin et aux voix additionnelles dans Les Griffin.
Elle a également prêté sa voix dans plusieurs adaptations en anglais d'animes japonais comme Le Voyage de Chihiro et Princesse Mononoke, et dans de nombreux jeux vidéo dont Elisa et Ursula dans Metal Gear Solid: Portable Ops ; Paz Ortega Andrade dans Metal Gear Solid: Peace Walker; Rikku dans Final Fantasy X, et ses suites Final Fantasy X-2, et Kingdom Hearts 2 ; ou encore Talwyn Apogee dans Ratchet and Clank : Opération Destruction et Ratchet & Clank: Quest for Booty.
En 1997, elle intègre le DC Animated Universe en prêtant sa voix à la justicière masquée Batgirl dans la série Batman de 1997.
Accompagnée de Cathy Cavadini et Elizabeth Daily, elle interprète Bulle, une des trois protagonistes de la série d'animation Les Supers Nanas diffusée entre 1998 et 2005. Aucune des actrices n'a été rappelée pour revenir dans la nouvelle série de 2016.
De 2010 à 2020, elle prête sa voix à la licorne Twilight Sparkle, l'héroïne de la série My Little Pony.
À partir de 2003, Tara Strong interprète une nouvelle héroïne de DC Comics, en la personne de Raven, une des cinq protagonistes de la série Teen Titans. La série s'arrête brutalement en 2006 à la suite de son annulation au terme de sa cinquième saison. De nouveau accompagnée par ses collègues Scott Menville, Greg Cipes, Khary Payton et Hynden Walch, l'actrice reprend le personnage depuis 2013 dans la série Teen Titans Go!.
En 2011, elle succède à Arleen Sorkin pour le rôle de la super-vilaine de DC Comics Harley Quinn dans Batman: Arkham City, deuxième volet de la franchise Batman: Arkham. En juin 2012, elle prête sa voix à Juliet Starling, la protagoniste du jeu Lollipop Chainsaw, développé par le studio japonais Grasshopper Manufacture et écrit par James Gunn.
Depuis 2021, elle interprète le personnage animé Miss Minutes dans la série Loki de l'univers cinématographique Marvel.

## Récompenses
Strong est nommée quatre fois aux Annie Award,,, et une fois aux Daytime Emmy. En 2004, elle remporte l'Interactive Achievement Award pour son rôle de Rikku dans Final Fantasy X-2,.

## Filmographie
Sauf indication contraire, les informations mentionnées dans cette section peuvent être confirmées par la base de données cinématographiques IMDb,  présente dans la section « Liens externes ».

### Cinéma
- 1987 : The Wild Puffalumps (vidéo) : Holly (voix)
- 1989 : The Long Road Home : Reena
- 1991 : Pour le meilleur et pour le rire (Married to It) de Arthur Hiller : une étudiante
- 1994 : The Circle Game : Woman at Bamboo
- 1994 : Tekkaman Blade 2 (vidéo) : Yumi Francois (voix)
- 1994 : Skin Deep : Tina
- 1995 : Alarme Totale (National Lampoon's Senior Trip) : Carla Morgan
- 1998 : Scooby-Doo sur l'île aux zombies (Scooby-Doo on Zombie Island) (vidéo) : Lena (voix)
- 1998 : Les Razmoket, le film (The Rugrats Movie)  de Norton Virgien et Igor Kovaljov : Dylan Pickles (voix)
- 2000 : La Petite Sirène 2 (The Little Mermaid II: Return to the Sea) (vidéo) : Melody (voix)
- 2000 : Les Razmoket à Paris, le film (Rugrats in Paris: The Movie - Rugrats II) : Dil Pickles (voix)
- 2000 : Batman, la relève : Le Retour du Joker (Batman Beyond: Return of the Joker) (vidéo) : Barbara Gordon / Batgirl (voix)
- 2002 : Le Bossu de Notre-Dame 2 : Le Secret de Quasimodo (vidéo) (voix)
- 2002 : L'Âge de glace (Ice Age) : Baby Moeritherium (voix)
- 2002 : Tom et Jerry et l'Anneau magique (Tom and Jerry: The Magic Ring) (vidéo) : Nibbles (voix)
- 2002 :  Les Supers Nanas- The powerpuff girls, le film (The Powerpuff Girls) : Bubbles (voix)
- 2002 : La Légende de Tarzan et Jane (vidéo) : Hazel (voix)
- 2002 : La Famille Delajungle le film de Cathy Malkasian et Jeff McGrath : Schoolgirl (voix)
- 2003 : Creepy Freaks (vidéo) : Lucas
- 2003 : Les 101 Dalmatiens 2 : Sur la trace des héros (vidéo) : Additonal Voices
- 2003 : Dernier vol de l'Osiris (Final Flight of the Osiris) : Crew Woman (voix)
- 2003 : Animatrix (The Animatrix) (vidéo) : Crew Woman (segment "Final Flight of the Osiris") / Nurse (segment "World Record") / Misha (segment "Beyond") (voix)
- 2003 : Les Razmoket rencontrent les Delajungle (Rugrats Go Wild!) : Dil Pickles (voix)
- 2003 : Kim Possible: The Secret Files (vidéo) : Britina (voix)
- 2003 : Powerpuff Girls: Twas the Fight Before Christmas (vidéo) : Bubbles
- 2003 : Batman : La Mystérieuse Batwoman (Batman: Mystery of the Batwoman) (vidéo) : Barbara Gordon (voix)
- 2004 : Comic Book: The Movie (vidéo) : Hotel Maid (voix)
- 2004 : Van Helsing, mission à Londres (Van Helsing: The London Assignment) (vidéo) : Young Victoria (voix)
- 2005 : La Véritable Histoire du Petit Chaperon rouge (Hoodwinked!) : Zorra (voix)
- 2005 : The Toy Warrior (voix)
- 2005 : Dinotopia : À la recherche de la roche solaire (Dinotopia: Quest for the Ruby Sunstone) : Mara (voix)
- 2005 : Legend of Frosty the Snowman (vidéo) : Sara Simple (voix)
- 2005 : The Batman vs Dracula: The Animated Movie (vidéo) : Vicki Vale (voix)
- 2005 : Stuart Little 3 : En route pour l'aventure (vidéo) : Brooke (voix)
- 2006 : Leroy & Stitch : Additional Voices (voix)
- 2006 : Superman: Brainiac Attacks (vidéo) : Mercy Graves (voix)
- 2006 : Teen Titans: Trouble in Tokyo (vidéo) : Raven, Computer Voice (voix)
- 2007 : Doctor Strange: The Sorcerer Supreme (vidéo) : April Strange / Additional Voices
- 2007 : Tom et Jerry casse-noisettes (vidéo) : La petite ballerine (voix)
- 2008 : Le Secret de la Petite Sirène (vidéo) : Adella et Attina (voix)
- 2012 : Strange Frame : Naia (voix)
- 2012 : My Little Pony: Equestria Girls : Twilight Sparkle (voix)
- 2014 : My Little Pony: Equestria Girls – Rainbow Rocks : Twilight Sparkle (voix)
- 2015 : My Little Pony: Equestria Girls – Friendship Games : Twilight Sparkle (voix)
- 2016 : My Little Pony: Equestria Girls – Legend of Everfree : Twilight Sparkle (voix)
- 2016 : Batman: The Killing Joke : Barbara Gordon (voix)
- 2016 : DC Super Hero Girls : Héroïne de l'année : Harley Quinn / Poison Ivy (voix)
- 2017 : DC Super Hero Girls : Jeux intergalactiques : Harley Quinn / Poison Ivy (voix)
- 2017 : My Little Pony, le film : Twilight Sparkle (voix)
- 2018 : DC Super Hero Girls : Les Légendes de l'Atlantide : Harley Quinn / Poison Ivy / Raven (voix)
- 2018 : Suicide Squad : Le Prix de l'enfer de Sam Liu : Harleen Quinzel / Harley Quinn
- 2018 : Teen Titans Go! to the Movies : Raven
- 2019 : Justice League vs. the Fatal Five de Sam Liu : Harleen Quinzel / Harley Quinn
- 2019 : Batman et les Tortues Ninja de Jake Castorena : Harley Quinn / Poison Ivy (voix)
- 2021 : My Little Pony : Nouvelle Génération : Twilight Sparkle

### Télévision

#### Séries télévisées
- 1989 : Mosquito Lake (en) : Tara Harrison
- 2014 : Arrow : Harley Quinn (voix, saison 2, épisode 16)
- 2017-2018 : Les Désastreuses Aventures des orphelins Baudelaire : Prunille Baudelaire (voix, 11 épisodes)
- depuis 2021 : Loki : Miss Minutes (voix, 5 épisodes - en cours)
- 2021 : Pretty Hard Cases (en) : Tiggy Sullivan  (10 épisodes)

#### Séries d'animation
- 1985 : The Raccoons : Sophia Tutu (understudy) (voix)
- 1985 : Les Bisounours (The Care Bears) : Caro / Rebecca / Anna / Additional Voices (voix)
- 1986 : Rupert the Bear : Frances (voix)
- 1987 : My Pet Monster : Ame (voix)
- 1987 : Hello Kitty's Furry Tale Theater : Hello Kitty (voix)
- 1987 : Maxie : Carly (voix)
- 1989-1991 : Beetlejuice : Claire Brewster, Bertha, Little Miss Warden et voix additionnelles (32 épisodes)
- 1989 : Babar : Celeste jeune (26 épisodes)
- 1990 : Piggsburg Pigs : Dotty / Prissy (voix)
- 1991 : Here's How! : Host / Mouse (voix)
- 1991 : Bill & Ted's Excellent Adventure : Mary Jane (8 épisodes)
- 1991 : Wish Kid : Additional Voices (voix)
- 1991 : ProStars (en) : Laura (voix)
- 1993 : Madeline : Cloe (voix)
- 1995 : Little Bear : Tutu (voix)
- 1995 : Gadget Boy and Heather : Agent Heather (3 épisodes)
- 1996 : Ace Ventura détective (Ace Ventura: Pet Detective) : Additional Voices (voix)
- 1996 : Adventures from the Book of Virtues : Additional Voices (voix)
- 1997 : Extrême Ghostbusters : Kylie Griffin (40 épisodes)
- 1997 : Gadget Boy's Adventures in History : Agent Heather (saison 1, épisode 2)
- 1997 : Channel Umptee-3 : [Qui ?]
- 1997 : Healthspells : [Qui ?]
- 1997-1998 : Batman : Batgirl (15 épisodes)
- 1997-1998 : Les 101 Dalmatiens, la série : Spot Irma Chicken / Two Tone / Vendela DeVil (65 épisodes)
- 1997-2006 : Les Razmoket : Dil Pickles (75 épisodes)
- 1998-1999 : Oh Yeah! Cartoons : Mina et autres (4 épisodes)
- 1998-2005 : Les Supers Nanas : Bulle (78 épisodes)
- 1999-2000 : Detention : Shareena Wickett  (13 épisodes)
- 1999 : Sonic le rebelle (Sonic Underground) : voix additionnelles[réf. nécessaire]
- 1999 : Digimon Adventure : Sora Takenouchi[réf. nécessaire]
- 2000 : The Kids from Room 402 : Penny (saison 1 , épisode 1)
- 2000-2001 : Cartoon Cartoon Fridays : Bulle (5 épisodes)
- 2000-2002 : Gotham Girls : Batgirl et Elizabeth Styles (22 épisodes)
- 2001-2002 : Da Mob : Tara Byron (7 épisodes)
- 2002-2004 : Fillmore ! : Ingrind Third (26 épisodes)
- 2003 : Martin Mystere : Simone de Bastien[réf. nécessaire]
- 2003-2006 : Teen Titans : Raven (63 épisodes)
- 2003-2006 : Xiaolin Showdown : Omi  (52 épisodes)
- 2003-2008 : Les Razbitume (All Grown Up) : Dil Pickles (45 épisodes)
- 2004 : The Infinite Darcy : Wendy (voix)[réf. nécessaire]
- 2005 : Le Monde de Maggie : Dawn (4 épisodes)
- 2005-2008 : Ben 10 : Ben Tennyson (49 épisodes)
- 2008 : Ben 10: Alien Force : princesse Attea (saison 1, épisode 13)
- 2009-2011 : Batman : L'Alliance des héros : Helena Bertinelli / Huntress Billy Batson (7 épisodes)
- 2010 : Ben 10: Ultimate Alien : Ben Tennyson jeune et Serena (saison 1, épisode 16)
- 2010 : La Ligue des justiciers : Nouvelle Génération (Young Justice) : Tar Markov/Terra, Bethany Lee Carr, Sha’lain’a, Dr Serling Roquette, Casey Brinke, Negative Woman et Minkis
- 2010-2020 : My Little Pony : Les amies, c'est magique : Twilight Sparkle (191 épisodes)
- 2012-2014 : Ben 10: Omniverse : Ben Tennyson jeune et divers personnages (37 épisodes)
- 2012-2017 : Ultimate Spider-Man : Mary-Jane Watson / Carnage Queen / Spider-Woman et Thundra (25 épisodes)
- depuis 2013 : Teen Titans Go! : Raven (382 épisodes, - en cours)
- 2013-2014 : Prenez garde à Batman ! : Barbara Gordon (10 épisodes)
- 2015-2018 : Inspecteur Gadget : Sophie (52 épisodes)
- 2016-2020 : Ben 10 : Ben Tennyson et divers personnages (105 épisodes)
- 2017-2020 : Unikitty! : Princesse Unikitty (96 épisodes)
- 2019-2021 : DC Super Hero Girls : Barbara Gordon / Batgirl, Harleen Quinzel / Harley Quinn, Barbara Ann-Minerva / Cheetah (64 épisodes)
- 2020-2021 : My Little Pony : Pony Life : Twilight Sparkle (40 épisodes)

#### Téléfilms
- 1992 : A Town Torn Apart : Vida Sparrows
- 1993 : Family Pictures : Sarah (17-30)
- 1994 : Reform School Girl : Lucille
- 1994 : Thicker Than Blood: The Larry McLinden Story : Tina (16)
- 1998 : Sabrina Goes to Rome : Gwen
- 1999 : Embrouilles dans la galaxie (Can of Worms) : Lula
- 1999 : Sabrina, Down Under : Gwen
- 2001 : The Rugrats: All Growed Up : Dylan Prescott 'Dil' Pickles (voix)
- 2003 : The Fairly OddParents in: Abra Catastrophe! : Timmy Turner / Kid / Fairy #1 / Kid #1 (voix)
- 2004 : The Fairly OddParents in School's Out! The Musical : Timmy Turner / Baby Flappy Bob (voix)
- 2004 : The Jimmy Timmy Power Hour : Timmy Turner (voix)
- 2004 : Crash Nebula : Sprout Speevak (voix)
- 2004 : The Fairly OddParents in: Channel Chasers : Young Timmy Turner / Paula Poundcake / Vicky and Tootie's Mom / Others (voix)
- 2004 : Drawn Together : Princess Clara and Toot (voix)
- 2005 : The Proud Family Movie : Bebe Proud / Cece Proud / Cashew (voix)
- 2006 : The Jimmy Timmy Power Hour 2: When Nerds Collide : Timmy Turner (voix)
- 2006 : The Jimmy Timmy Power Hour 3: The Jerkinators! : Timmy Turner (voix)
- 2017 : Noël au pays des jouets (A Very Merry Toy Store) de Paula Hart : Francine

## Ludographie
- 2001 : Batman Vengeance : Barbara Gordon / Batgirl
- 2001 : Final Fantasy X : Rikku
- 2002 : Whacked! : Lucy & Charity
- 2003 : Batman: Rise of Sin Tzu : Barbara Gordon / Batgirl
- 2003 : Final Fantasy X-2 : Rikku
- 2003 : Tales of Symphonia : Préséa Combatir; Corrine
- 2004 : Jak 3 : Keira et Seem
- 2004 : Spyro: A Hero's Tail : Ember la dragonne; Fiamma la dragonne; Zoe la fée et Blink la taupe
- 2005 : Killer 7 : Kaede Smith
- 2005 : Kingdom Hearts 2 : Rikku
- 2006 : Metal Gear Solid: Portable Ops : Elisa et Ursula
- 2007 : Ratchet and Clank : Opération Destruction  : Talwyn Apogee
- 2008 : Ratchet & Clank: Quest for Booty : Talwyn Apogee
- 2010 : No More Heroes 2: Desperate Struggle : Cloe Walsh, Margaret Moonlight
- 2010 : Metal Gear Solid: Peace Walker : Paz
- 2011 : Batman: Arkham City : Harleen Quinzel / Harley Quinn
- 2012 : Asura's Wrath : Durga
- 2012 : Lollipop Chainsaw : Juliet Starling
- 2012 : Guild wars 2 : Scarlet Bruyère[8]
- 2013 : Injustice: Gods Among Us : Harleen Quinzel / Harley Quinn
- 2013 : Marvel Heroes  : Magik
- 2013 : The Wonderful 101 : Wonder-Pink
- 2013 : Batman: Arkham Origins : Dr Harleen Quinzel / Harley Quinn
- 2014 : Metal Gear Solid V: Ground Zeroes : Paz
- 2015 : Infinite Crisis : Harleen Quinzel / Harley Quinn
- 2015 : Batman: Arkham Knight : Harley Quinn
- 2015 : Metal Gear Solid V: The Phantom Pain : Paz
- 2017 : Injustice 2 : Harleen Quinzel / Harley Quinn
- 2018 : Lego DC Super-Vilains : Barbara Gordon / Batgirl, Harley Quinn et Raven
- 2018 : Dark Deception : Reaper Nurse, Penny the Chicken, Mama Bear
- 2022 : MultiVersus : Harleen Quinzel / Harley Quinn
- 2024 :  Suicide Squad: Kill the Justice League : Harleen Quinzel / Harley Quinn